# Principio de precaución
El principio de precaución o principio precautorio (no confundir con el principio de prevención) es un concepto que respalda la adopción de medidas protectoras ante las sospechas fundadas de que ciertos productos o tecnologías crean un riesgo grave para la salud pública o el medio ambiente, pero sin que se cuente todavía con una prueba científica definitiva.

## Orígenes y teoría
Se considera generalmente que el concepto de "principio de precaución" surgió en inglés a partir de una traducción del término alemán Vorsorgeprinzip en la década de 1970 en respuesta a la degradación forestal y la contaminación marina, donde los legisladores alemanes adoptaron una ley de aire limpio que prohibía el uso de ciertas sustancias sospechosas de causar daños ambientales, aunque la evidencia de su impacto no era concluyente en ese momento. El concepto se introdujo en la legislación ambiental junto con otros mecanismos innovadores (en ese momento) como "quien contamina paga", el principio de prevención de la contaminación y la responsabilidad por la supervivencia de los ecosistemas futuros.
El principio de precaución fue promulgado en filosofía por Hans Jonas en su texto de 1979, El imperativo de la responsabilidad, en el que Jonas argumentó que la tecnología había alterado el alcance del impacto de la acción humana y, como tal, la ética debe modificarse para que ahora se consideren los efectos a distancia de las acciones de uno. Su máxima está diseñada para incorporar el principio de precaución en su prescripción de que uno debe "Actuar de manera que los efectos de su acción sean compatibles con la permanencia de la vida humana genuina" o, dicho a la inversa, "No comprometer las condiciones para una continuación indefinida de la humanidad en la tierra". Para lograr esto, Jonas abogó por el cultivo de una actitud cautelosa hacia las acciones que pueden poner en peligro el futuro de la humanidad o la biosfera que la sustenta.
En 1988, Konrad von Moltke, (1941-2005), el fundador del Institute for European Environmental Policy en Bonn y fellow del Dartmouth College, describió el concepto alemán para una audiencia británica, que tradujo al inglés como el principio de precaución.: 31 
En economía, el principio de precaución ha sido analizado en términos del "efecto sobre la toma de decisiones racional", de la "interacción de la irreversibilidad" y la "incertidumbre". Autores como Epstein (1980) y Kenneth Arrow y Fischer (1974) muestran que la “irreversibilidad de las posibles consecuencias futuras” crea un “efecto cuasi-opción” que debería inducir a una sociedad “neutral al riesgo” a favorecer las decisiones actuales que permitan una mayor flexibilidad en el futuro. Christian Gollier et al. concluyen que “una mayor incertidumbre científica en cuanto a la distribución de un riesgo futuro –es decir, una mayor variabilidad de creencias– debería inducir a la sociedad a adoptar medidas de prevención más fuertes hoy”.
Este principio de precaución también se ha derivado de creencias religiosas de que determinadas áreas de la ciencia y la tecnología deberían estar restringidas porque “pertenecen al reino de Dios”, como postularon el Príncipe Carlos de Inglaterra  y el Papa Benedicto XVI.

## Formulaciones
Existen muchas definiciones del principio de precaución: "precaución" puede definirse como "cautela por adelantado", "cautela practicada en un contexto de incertidumbre" o prudencia informada. Dos ideas se encuentran en el núcleo del principio:: 34 
- Una expresión de la necesidad de los tomadores de decisiones de anticipar el daño antes de que ocurra. Dentro de este elemento se encuentra una inversión implícita de la carga de la prueba: bajo el principio de precaución es responsabilidad del proponente de una actividad demostrar que la actividad propuesta no resultará (o es muy improbable que resulte) en un daño significativo.
- El concepto de proporcionalidad del riesgo y el costo y la viabilidad de una acción propuesta.

Uno de los fundamentos principales del principio de precaución y de las definiciones aceptadas a nivel mundial es el resultado de la labor de la Cumbre de la Tierra de Río de Janeiro, o "Cumbre de la Tierra", de 1992. El Principio 15 de la Declaración de Río señala:

Para proteger el medio ambiente, los Estados aplicarán ampliamente el principio de precaución de acuerdo con sus capacidades. Cuando existan amenazas de daños graves o irreversibles, la falta de certeza científica absoluta no se utilizará como razón para posponer la adopción de medidas eficaces en función de los costos para impedir la degradación ambiental.
— Declaración de Río, 1992

En 1998, la Conferencia Wingspread sobre el Principio de Precaución fue convocada por la Red de Ciencia y Salud Ambiental y concluyó con la siguiente formulación, descrita por Stewart Brand como "la más clara y citada con más frecuencia":

Cuando una actividad plantea amenazas de daño a la salud humana o al medio ambiente, se deben adoptar medidas de precaución incluso si algunas relaciones de causa y efecto no están plenamente establecidas científicamente. En este contexto, la carga de la prueba la debería asumir quien propone una actividad, y no el público.

En febrero de 2000, la Comisión Europea señaló en su Comunicación de la Comisión sobre el principio de precaución que "el principio de precaución no está definido en los Tratados de la Unión Europea, que lo prescribe [el principio de precaución] sólo una vez: para proteger el medio ambiente. Pero en la práctica, su alcance es mucho más amplio, y específicamente cuando una evaluación científica objetiva preliminar indica que hay motivos razonables para preocuparse de que los efectos potencialmente peligrosos para el medio ambiente, la salud humana, animal o vegetal pueden ser incompatibles con el alto nivel de protección [para lo que] se ha elegido para la Comunidad".: 10 
El Protocolo de Cartagena sobre Seguridad de la Biotecnología de enero de 2000 dice, en relación con las controversias sobre los OGM: "La falta de certeza científica debido a la información científica pertinente insuficiente ... no impedirá que la Parte de importación, a fin de evitar o minimizar esos posibles efectos adversos, adopte una decisión, según corresponda, con respecto a la importación del organismo vivo modificado en cuestión.": 6 
El Papa Francisco hace referencia al principio y a la Declaración de Río en su carta encíclica de 2015, 'Laudato si', señalando que junto a su importancia ambiental, el principio de precaución "permite proteger a los más vulnerables y cuya capacidad para defender sus intereses y reunir pruebas incontrovertibles es limitada".

## Aplicación
Los diversos intereses representados por los distintos grupos que proponen el principio dieron lugar a una gran variabilidad en su formulación: un estudio identificó 14 formulaciones diferentes del principio en tratados y declaraciones no convencionales. R.B. Stewart (2002)  redujo el principio de precaución a cuatro versiones básicas:
- La incertidumbre científica no debería impedir automáticamente la regulación de actividades que plantean un riesgo potencial de daño significativo (no preclusión).
- Los controles regulatorios deberían incorporar un margen de seguridad; las actividades deberían limitarse por debajo del nivel en el que no se ha observado ni previsto ningún efecto adverso (margen de seguridad).
- Las actividades que presentan un potencial incierto de daño significativo deberían estar sujetas a los requisitos de la mejor tecnología disponible para minimizar el riesgo de daño a menos que el proponente de la actividad demuestre que no presenta un riesgo apreciable de daño (MTD).
- Las actividades que presentan un potencial incierto de daño significativo deberían prohibirse a menos que el proponente de la actividad demuestre que no presenta un riesgo apreciable de daño (prohibición).

La abogada medioambiental Carolyn Raffensperger, de la convención Wingspread, opuso el principio a los enfoques basados en la gestión de riesgos y el análisis de costes y beneficios. David Brower (Amigos de la Tierra) concluyó que "toda tecnología debería ser considerada culpable hasta que se demuestre su inocencia". Freeman Dyson describió la aplicación del principio de precaución como "deliberadamente unilateral", por ejemplo, cuando se utiliza como justificación para destruir plantaciones de investigación de ingeniería genética y amenazar a los investigadores a pesar de la evidencia científica que demuestra la ausencia de daño:

El principio de precaución dice que si algún curso de acción conlleva incluso una remota posibilidad de daño irreparable a la ecología, entonces no se debe realizar, sin importar cuán grandes puedan ser las posibles ventajas de la acción. No se permite sopesar los costos con los beneficios al decidir qué hacer. — Freeman Dyson, Informe del Foro Económico Mundial de 2001

Como señalan Rupert y O'Riordan, el desafío en la aplicación del principio es "dejar en claro que la ausencia de certeza o la falta de análisis basados en evidencias no son impedimentos para la innovación, siempre que no haya una probabilidad razonable de daño grave". La falta de esta aplicación matizada hace que el principio se "autoanule" según Stewart Brand, porque "nada está completamente establecido" en la ciencia, empezando por el principio de precaución en sí mismo e incluyendo "la gravedad o la evolución darwiniana". Una aplicación equilibrada debería garantizar que "las medidas de precaución" sólo se tomen "durante las primeras etapas" y que, a medida que "se establezcan evidencias científicas relevantes", las medidas regulatorias sólo respondan a esas evidencias.

## El principio de precaución según la resolución del Consejo Europeo de Niza
Mediante resolución tomada por el Consejo Europeo en diciembre del 2000 en Niza, los Estados miembros de la Unión Europea precisaron el principio de precaución. Cuando una evaluación pluridisciplinaria, contradictoria, independiente y transparente, realizada sobre la base de datos disponibles, no permite concluir con certeza sobre un cierto nivel de riesgo, entonces las medidas de gestión del riesgo deben ser tomadas sobre la base de una apreciación política que determine el nivel de protección buscado. Dichas medidas deben, cuando es posible la elección, representar las soluciones menos restrictivas para los intercambios comerciales, respetar el principio de proporcionalidad teniendo en cuenta riesgos a corto y a largo plazo, y por último ser reexaminadas frecuentemente de acuerdo con la evolución de los conocimientos científicos. Por último, el Consejo europeo acentuó la importancia de la consulta e información a la sociedad civil.

## Principio de precaución y principio de prevención
El principio de precaución en materia ambiental se distingue del principio de prevención porque el primero exige tomar medidas que reduzcan la posibilidad de sufrir un daño ambiental grave a pesar de que se ignore la probabilidad precisa de que este ocurra, mientras que el principio de prevención obliga a tomar medidas dado que se conoce el daño ambiental que puede producirse. El principio de precaución ha sido cuestionado como principio ético en gran medida porque no es considerado un principio sino un conjunto de principios.
El principio de "precaución" o también llamado "de cautela" exige la adopción de medidas de protección antes de que se produzca realmente el deterioro del medio ambiente, operando ante la amenaza a la salud o al medio ambiente y la falta de certeza científica sobre sus causas y efectos.

## Crítica al principio de precaución
Con los problemas derivados de la aplicación tardía del principio de precaución en casos dónde su aplicación debía darse con celeridad, se ha empezado a desmarcar una corriente teórica que plantea un problema de legitimidad institucional en su aplicación.
Esta nueva corriente impulsada por Cass Sunstein plantea un escenario en el que el principio de precaución se termina convirtiendo en una herramienta que fácilmente se puede amoldar a los intereses de unos pocos, en detrimento del interés general.
Para demostrar la concurrencia de varios elementos de análisis que dan cuenta de esta situación, esta corriente crítica se vale del análisis de factores cognitivos en la percepción de los administrados, lo cual le permite a las instituciones del Estado decidir si se aplica o no, a partir de la percepción del riesgo que se tenga y no de una necesidad ajustada a la realidad.
En la historia esta tendencia nos remonta al caso de Pierre-Simon Laplace quien fue Ministro de Interior de Napoleón Bonaparte. Este terminaría destituyéndolo por el uso discrecional del poder en la toma de decisiones basándose en criterios científicos sin el debido rigor, pero valiéndose del factor de riesgo e incertidumbre.
Desde los postulados de Sunstein sobre la heurística de disponibilidad y el descuido de la probabilidad como factores que le restan legitimidad al principio, Iván Vargas-Chaves, otro de sus teóricos críticos, argumenta que sin medir el potencial de afectación de los factores generadores del riesgo, el principio se aplica o se descarta, sea por desconocimiento o para favorecer los intereses del encargado de tomar la decisión. Ello, aun cuando el nexo de causalidad esté debajo del umbral de incertidumbre científico requerido para su aplicación, esto es, que no se tenga certeza mínima de la probabilidad de ocurrencia de los daños.
De manera más reciente, se cuestionó también la aplicación del principio de precaución en la pandemia de gripe A (H1N1) de 2009-2010, un brote de gripe fue descrito por la opinión pública como una amenaza mundial que llevó al pánico a la población y a muchos profesionales sanitarios. Para autores como Juan Gervas
, el principio de precaución terminó justificado el despilfarro de recursos públicos, con olvido de las cuestiones referentes a coste-oportunidad, pues al final, y con el paso del tiempo, en 2010, los hechos terminarían confirmando que en realidad se trató de una epidemia de gripe leve, con poca mortalidad y poca morbilidad.[cita requerida]